# Hirtella ulei
Hirtella ulei är en tvåhjärtbladig växtart som beskrevs av Pilg.. Hirtella ulei ingår i släktet Hirtella och familjen Chrysobalanaceae. Inga underarter finns listade i Catalogue of Life.